# Золотая медаль имени М. М. Сперанского
Золотая медаль имени М. М. Сперанского — медаль, присуждаемая с 1995 года Российской академией наук. Присуждается Отделением философии, социологии, психологии и права за выдающиеся научные работы в области государствоведения.

Медаль названа в честь русского общественного и государственного деятеля, основателя российской юридической науки и теоретического правоведения М. М. Сперанского.

Внешний вид медали
Обратная сторона медали

## Список награждённых
- 2005 — академик Г. В. Осипов — за работы «Социология и политика», Социология и социальное мифотворчество", «Социальное мифотворчество и социальная практика»
- 2009 — доктор юридических наук С. В. Степашин — за серию работ по единой тематике «Конституционный аудит и эффективность государственного управления»
- 2015 — академик Т. Я. Хабриева — за цикл работ «Конституционализация законодательства и правоприменительной практики»
- 2020 — доктор политических наук В. В. Мартыненко — за серию работ в области государствоведения